# Immenstadt im Allgäu
Immenstadt im Allgäu (officiell: Immenstadt i. Allgäu) är en stad i Landkreis Oberallgäu i Regierungsbezirk Schwaben i förbundslandet Bayern i Tyskland. Staden ligger i regionen Allgäu och folkmängden uppgår till cirka 15 000 invånare.

## Geografi

### Orter i Immenstadt
- Alt-Immenstadt (Immenstadt, Neumummen, Rothenfels, Schanz och Schanz bei Bühl)
- Akams (Akams, Adelharz, Freibrechts, Göhlenbühl, Luitharz)
- Bühl am Alpsee (Bühl, Alpseewies, Gschwend, Hintersee, Hochreute, Hub, Ratholz, Reuter, Rieder, Sange, See, Trieblings, Zaumberg)
- Diepolz (Diepolz, Freundpolz, Knottenried, Reute)
- Eckarts (Eckarts, Dietzen, Lachen, Thanners, Werdenstein, Zellers)
- Rauhenzell (Rauhenzell, Egg, Oberau)
- Stein im Allgäu (Stein, Bräunlings, Flecken, Gießen, Gnadenberg, Obereinharz, Untereinharz, Seifen)

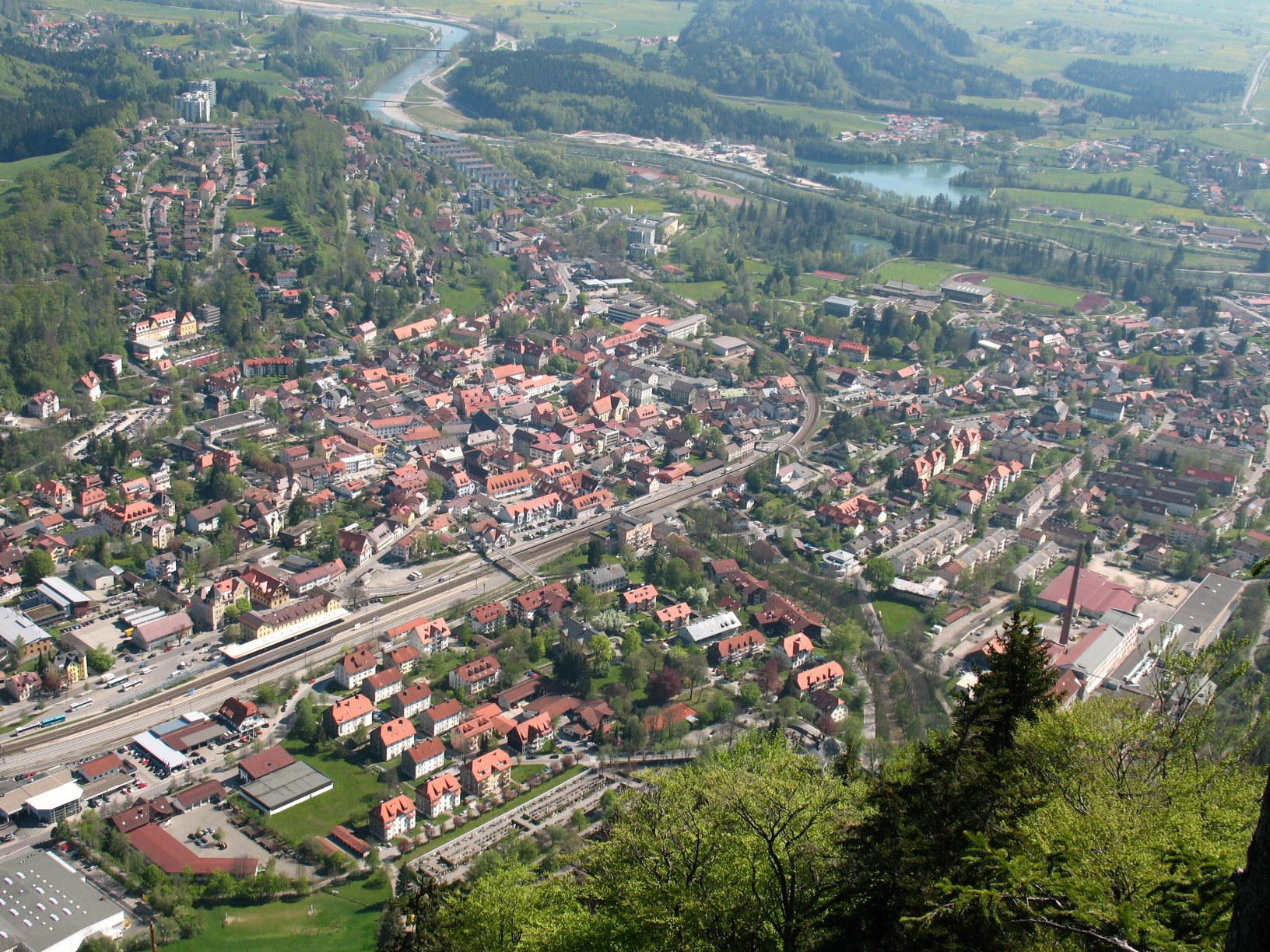
Immenstadt im Allgäu
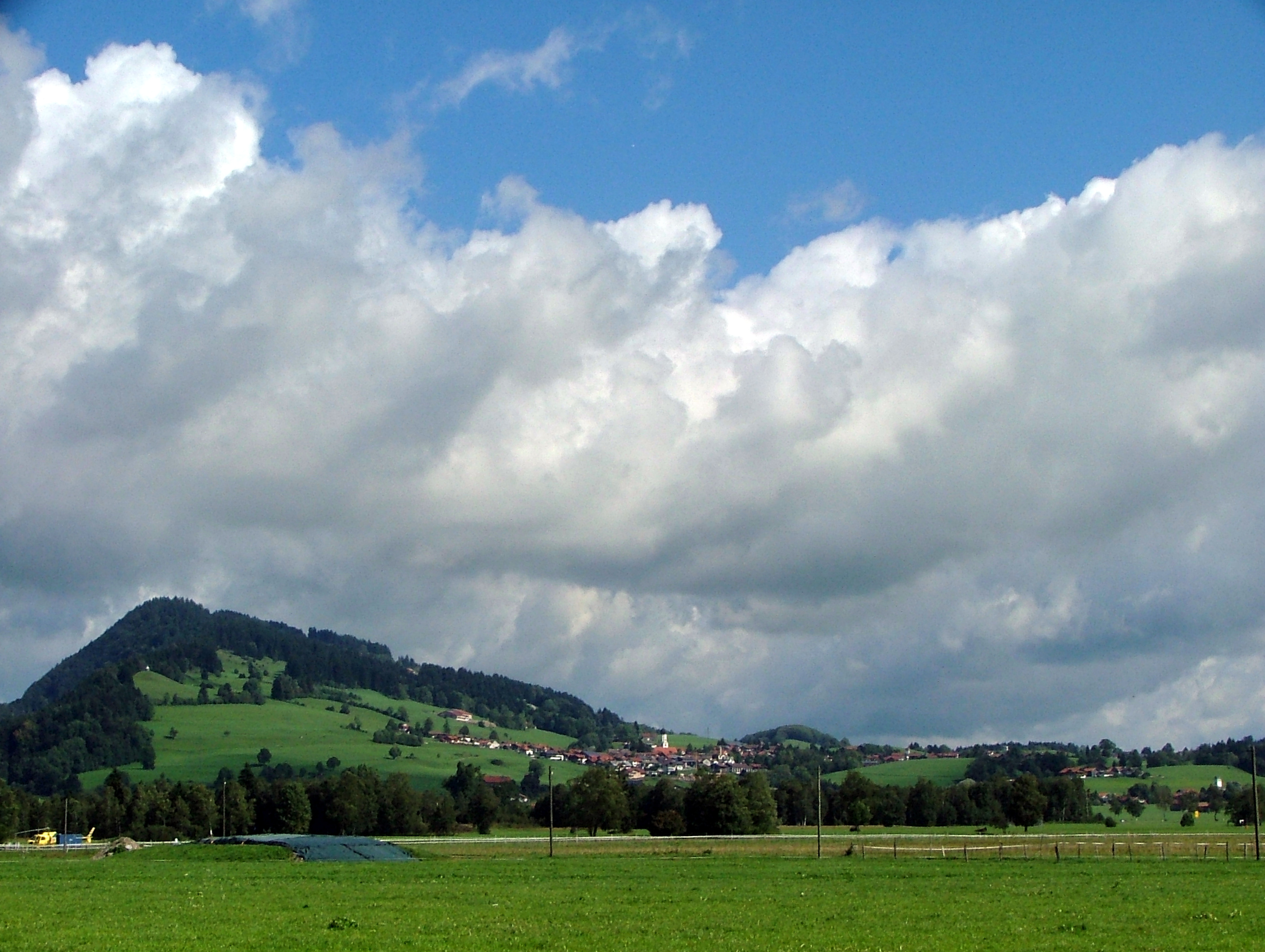
Rettenberg
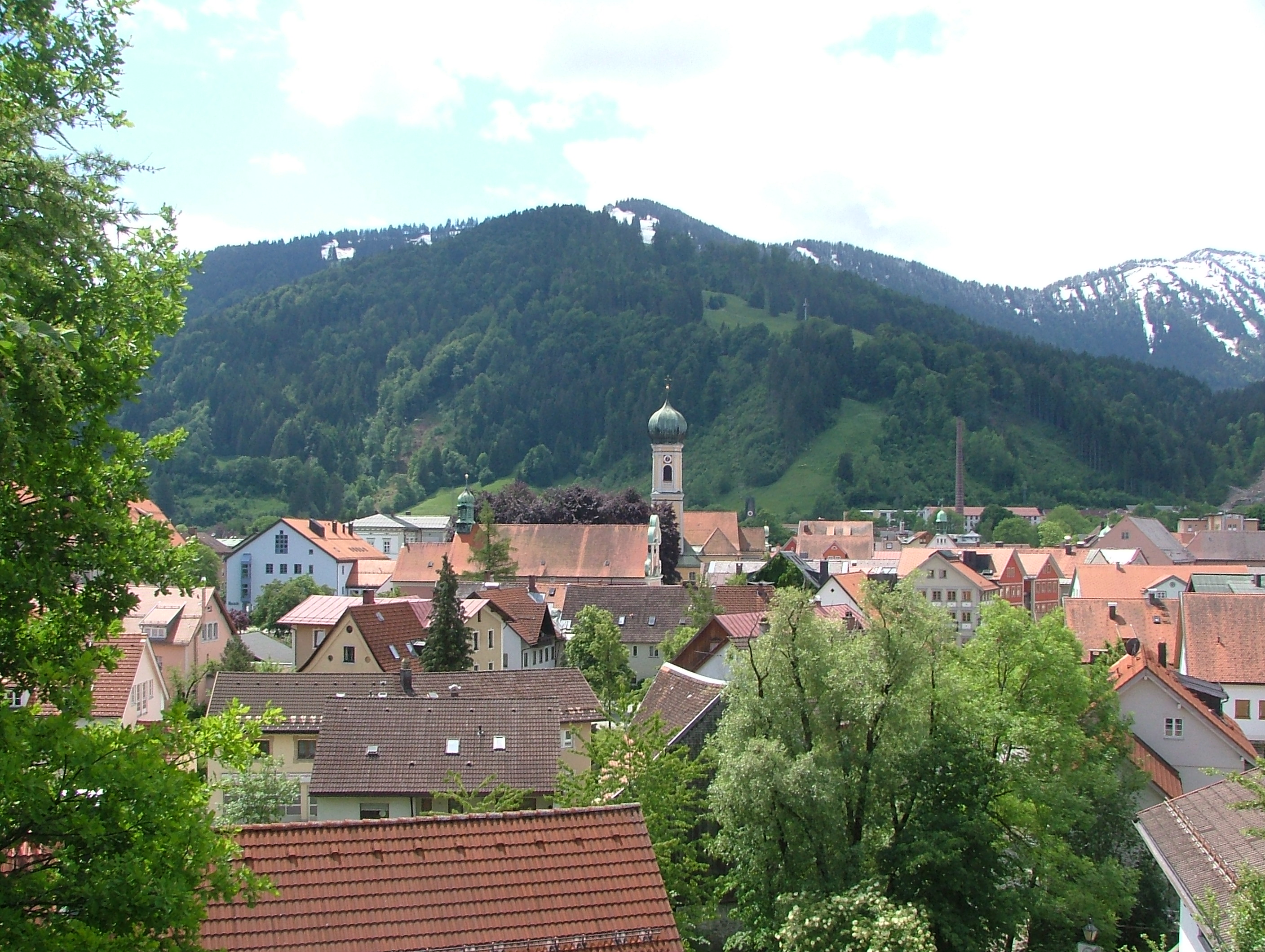
Immenstadt im Allgäu

## Historia
Orten nämns 1275 för första gången i en urkund, som Immendorf. Immendorf beviljades staden 1360 och bytte därmed namn till Immenstadt.

## Sevärdheter
Grönområden
- Edelweiss Park, 4000 m² - konst i parken

Byggnad
- Borgruin Werdenstein, från 1200-talet
- Hörmannhaus, tidigare hembygdsmuseum, idag krukmakeri
- Kyrka St. Nikolaus, den katolska kyrkan från 1707

Museum
- Museum Hofmühle, hembygdsmuseum från Oberallgäu
- Allgäuer Bergbauernmuseum: Allgäu friluftsmuseum (jordbruk i Allgäu Alperna)

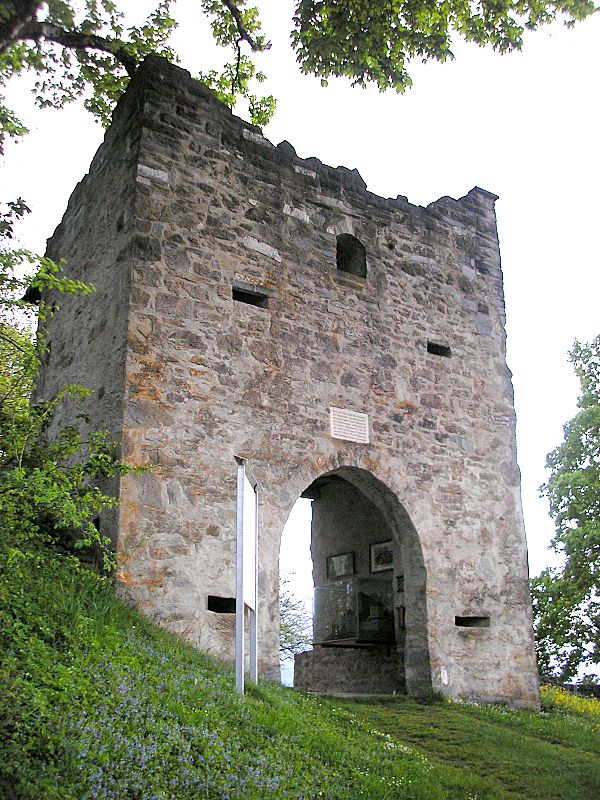
Borgruin Werdenstein
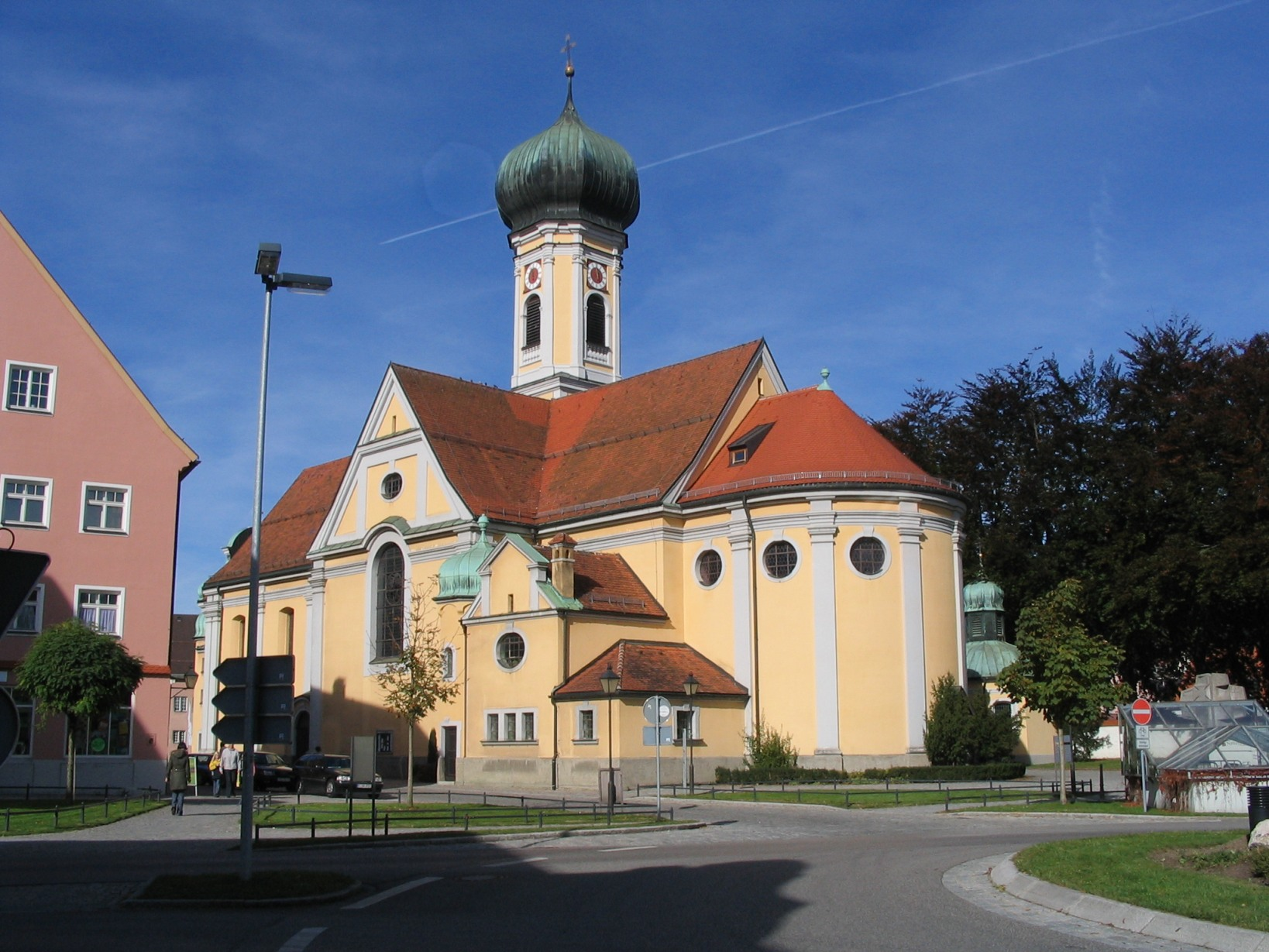
Kyrka St. Nikolaus
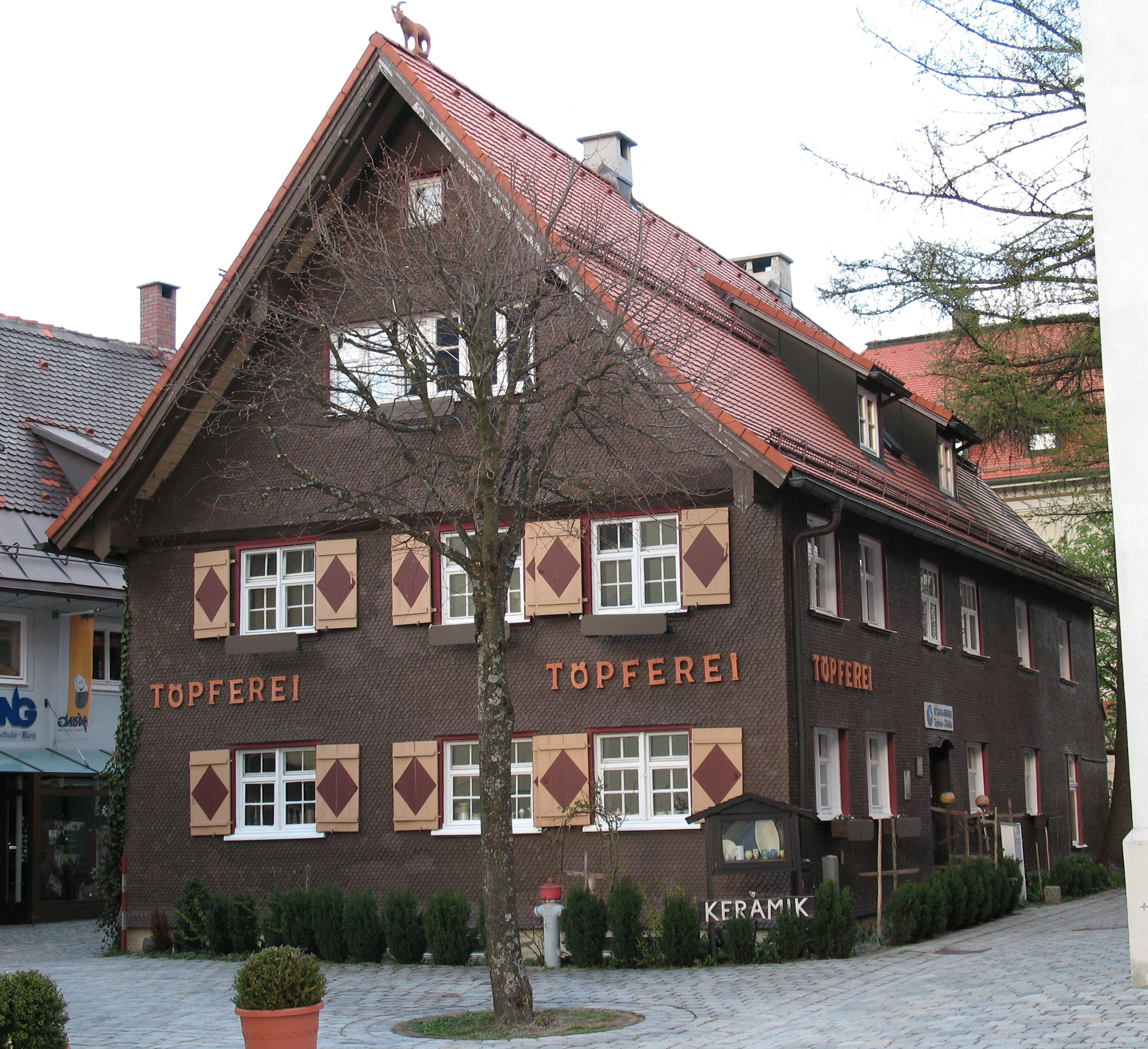
Hörmannhaus
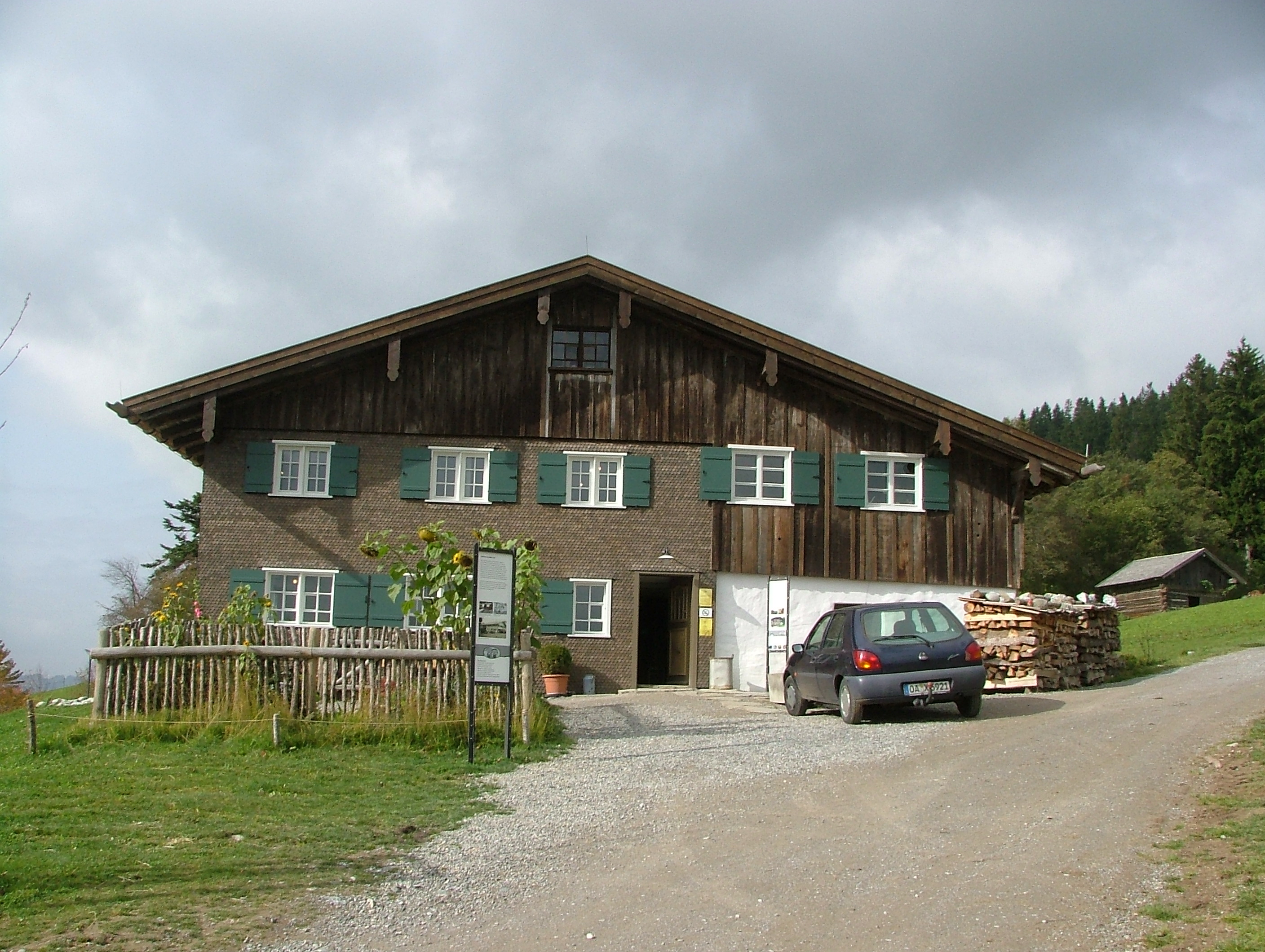
Bondgård i Allgäu Bergbauernmuseum
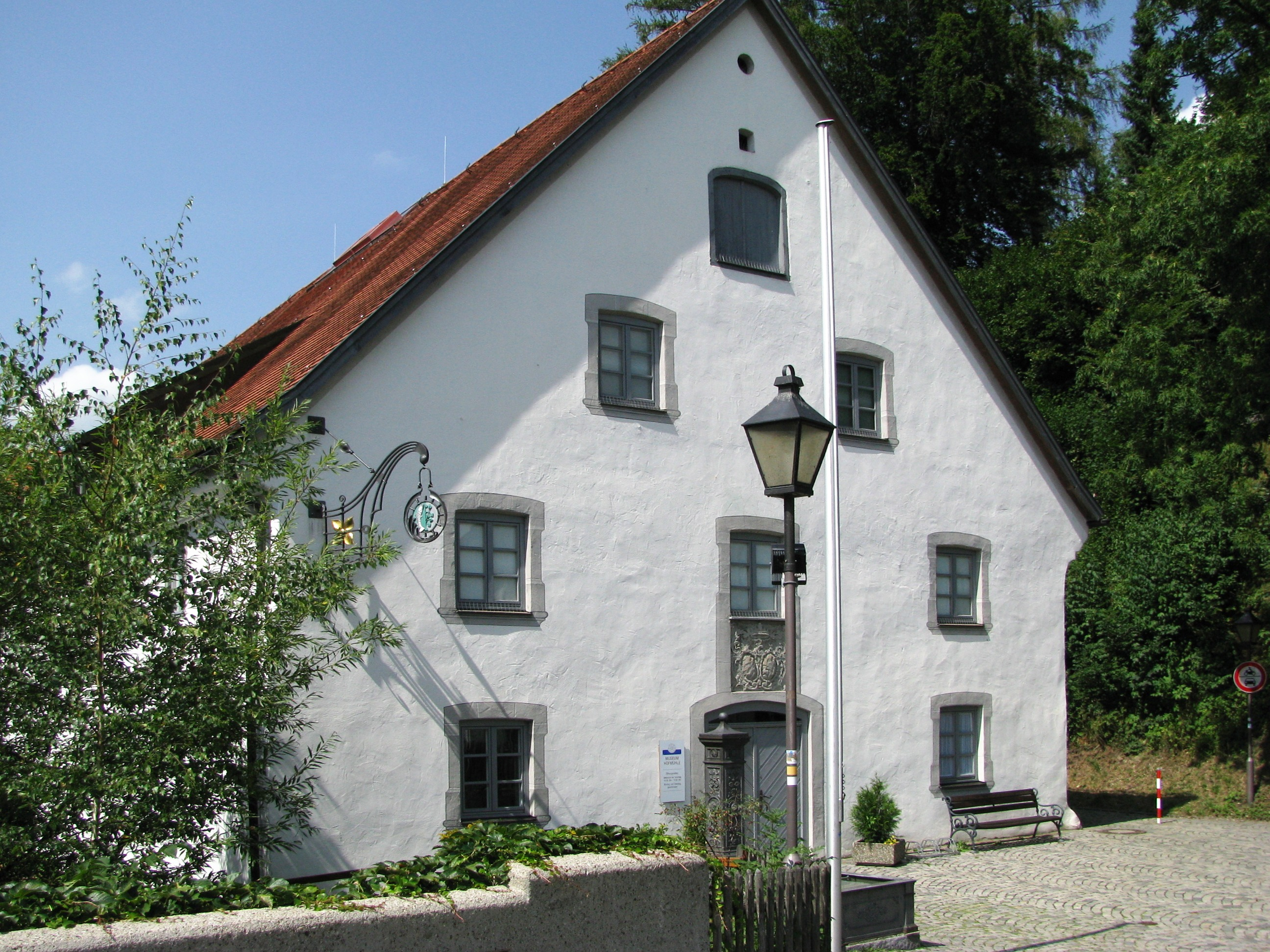
Museum Hofmühle

## Specialiteter
Traditionellt Allgäu-kök är en bondgårdens kök med enkla ingredienser. Dessa är främst ägg, mjöl, mjölk, fett och surkål och vad växer i grönsaksland.

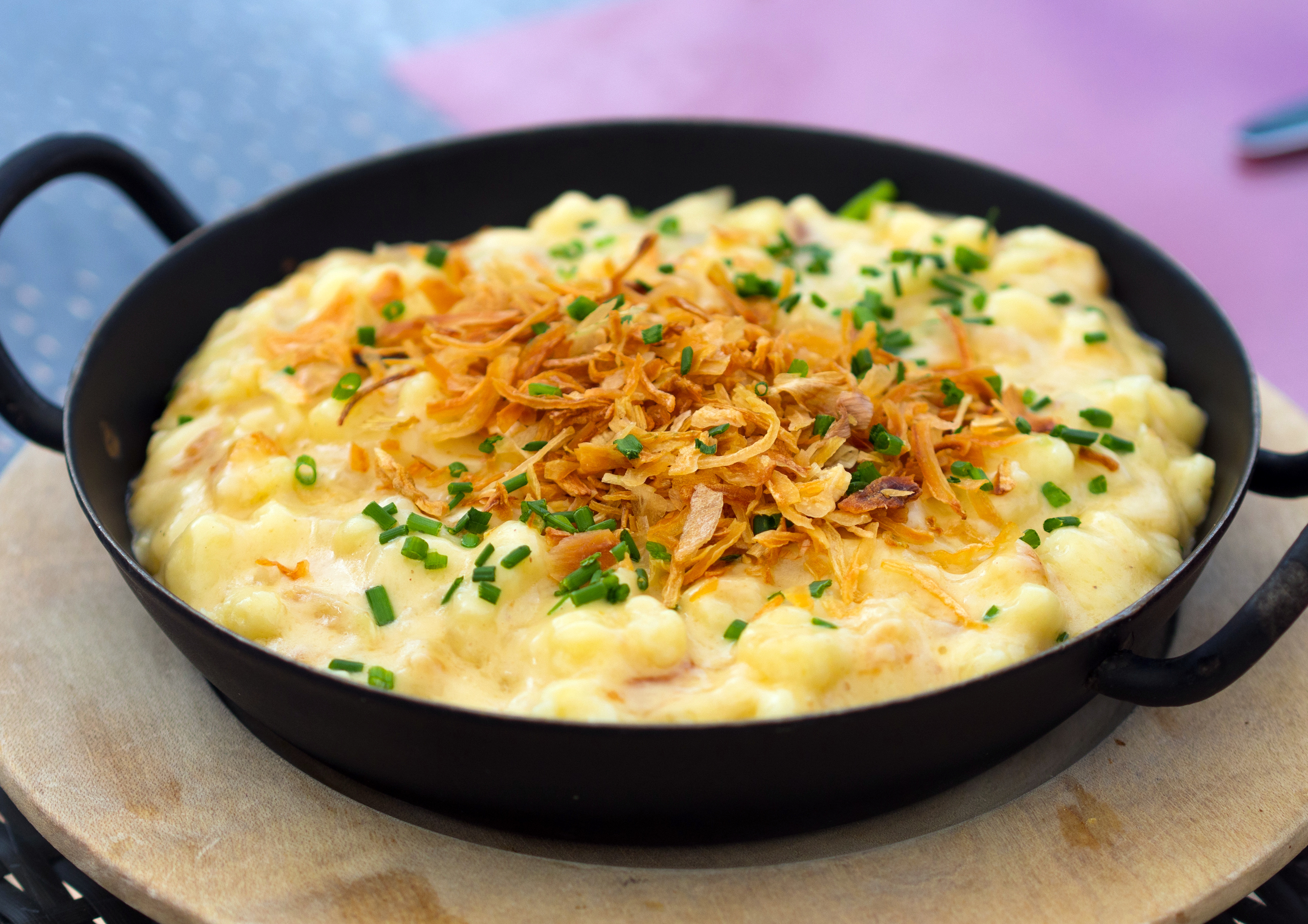
Käsespätzle med rostad lök
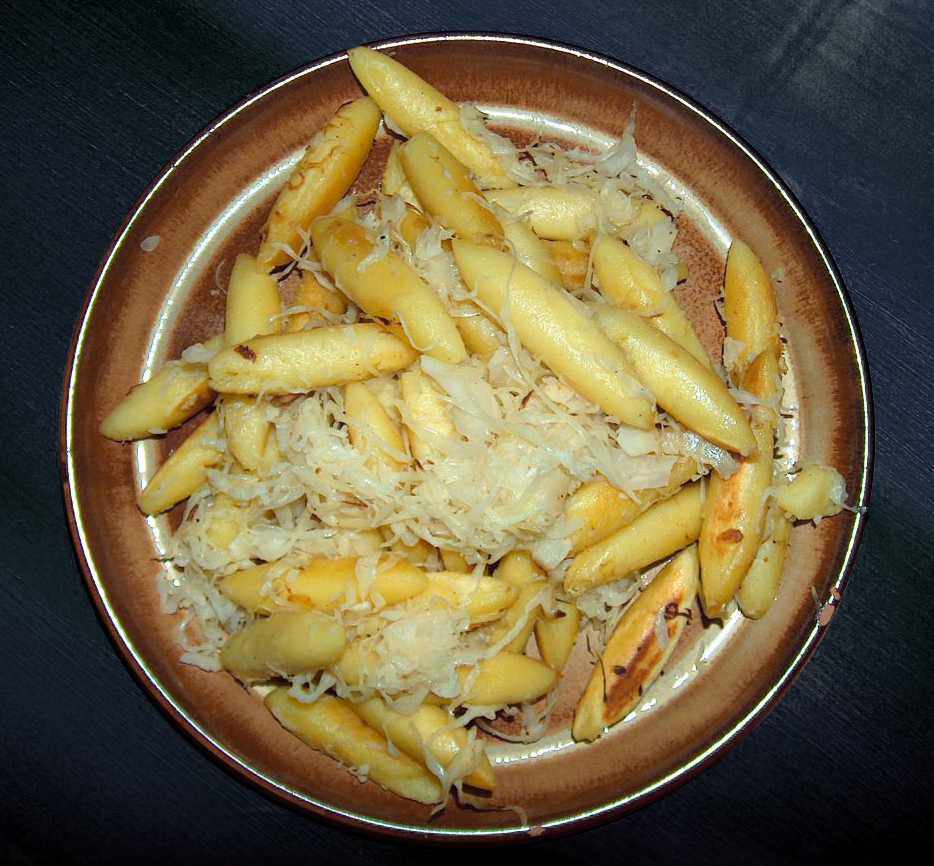
Schupfnudel med surkål
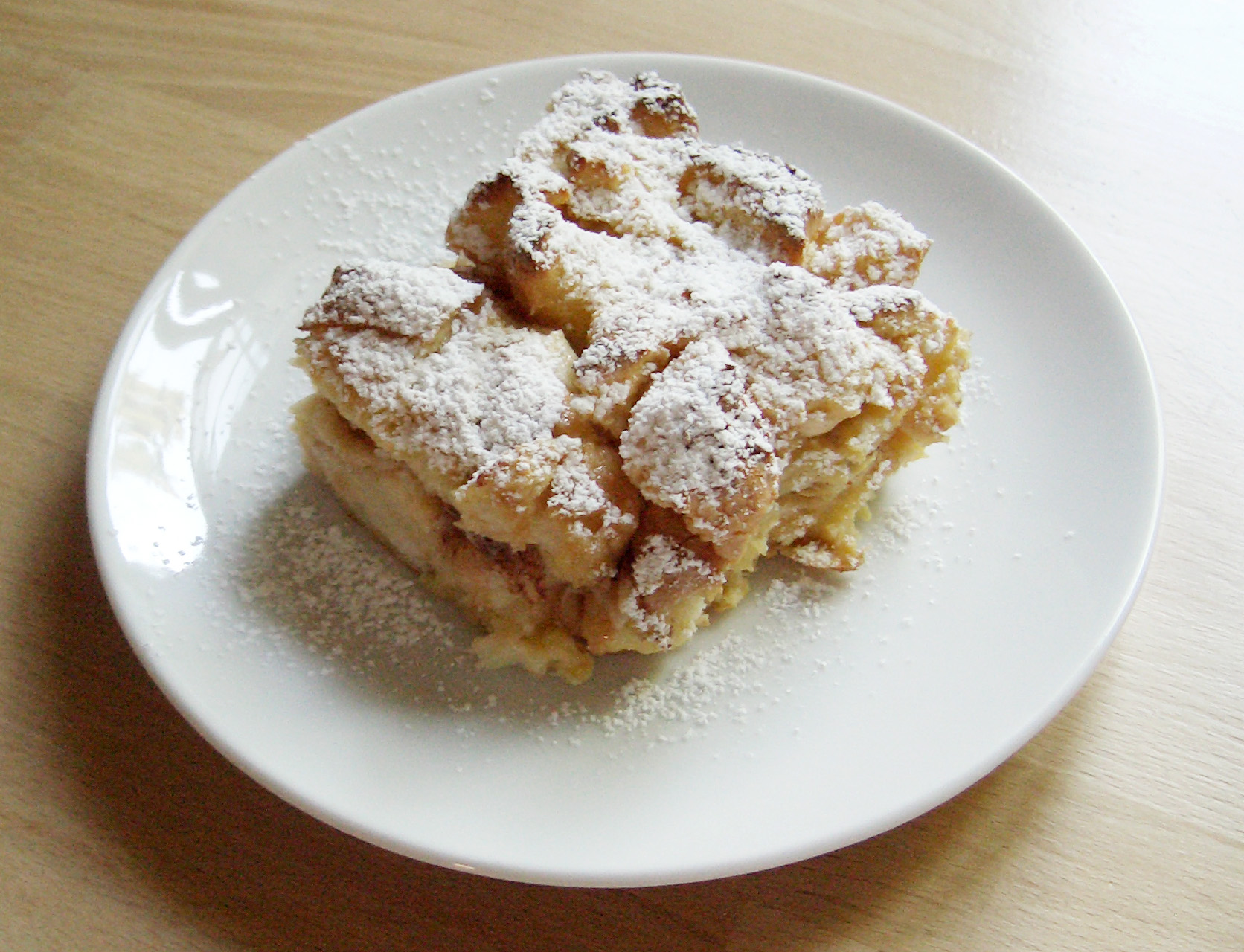
Ofenschlupfer
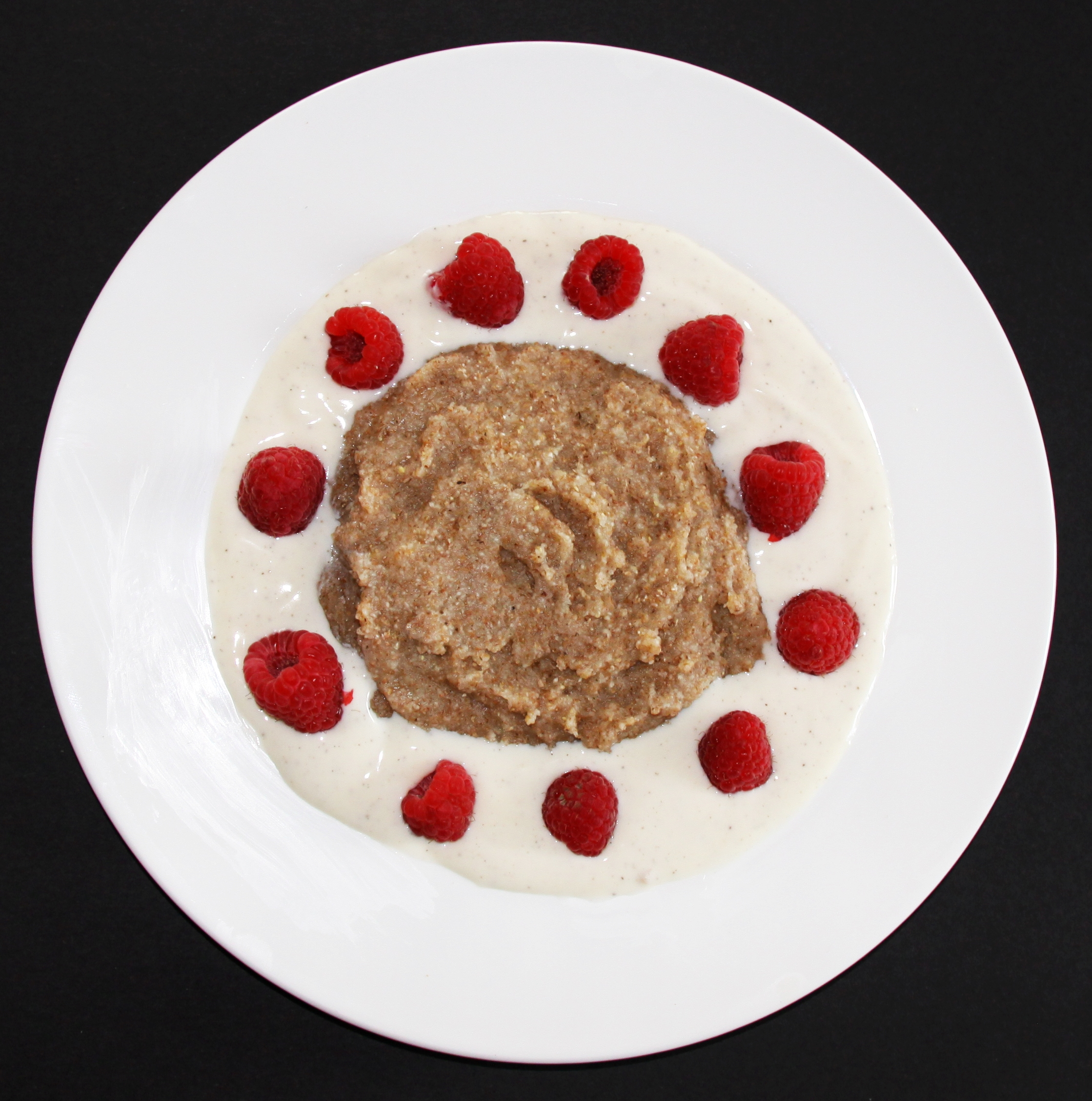
Brenntar

## Kända personer som bott i Immenstadt i. Allgäu

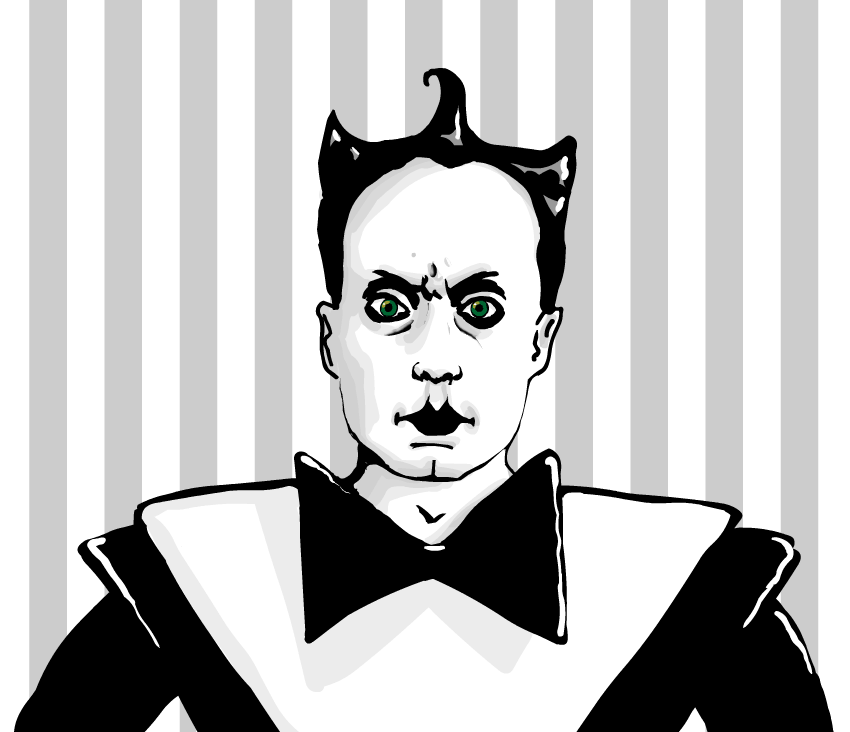
Illustration av Klaus Nomi.

- Josef Edmund Jörg (1819-1901), historiker, arkivarie, publicist och politiker
- Klaus Nomi (1944-1983), kontratenor
- Heini Klopfer (1918-1968), arkitekt och backhoppare
- Frank Löffler (1980-), backhoppare